# Cycas panzhihuaensis
Cycas panzhihuaensis é uma espécie de cicadófita do género Cycas da família Cycadaceae, nativa do sudoeste de Sichuan e norte de Yunnan, na China. Esta espécie tem importância ornamental. Segundo dados de 2010, a população tende a descrescer.